# Ronald Lee (Demograf)
Ronald Demos Lee (* 5. September 1941 in Poughkeepsie, New York) ist ein US-amerikanischer Demograf und Wirtschaftswissenschaftler.

## Werdegang, Forschung und Lehre
Lee studierte zunächst Philosophie am Reed College. Nach seinem Bachelor-of-Arts-Abschluss 1963 schloss sich ein Masterstudium in Demografie an der University of California, Berkeley an. 1971 graduierte er an der Harvard University mit einer Dissertationsschrift unter dem Titel Econometric Studies of Topics in Demographic History, die von Dale Jorgenson betreut wurde.
Anschließend wechselte Lee als Assistant Professor für Wirtschaftswissenschaft an die University of Michigan, wo er später zum ordentlichen Professor berufen wurde. 1979 kehrte er als Professor für Demografie and Wirtschaftswissenschaft an die University of California, Berkeley zurück. 1994 war er Gründungsdirektor des Center for the Demography and Economics of Aging an der Hochschule.
Lees Interessenschwerpunkte liegen in den Bereichen der Bevölkerungs- und Wirtschaftsentwicklung, insbesondere bei langfristigen demografischen stochastischen Prognosen, den makroökonomischen Folgen der Bevölkerungsalterung sowie Fragen der sozialen Absicherung. Er ist insbesondere für das gemeinsam mit Lawrence R. Carter entwickelte sogenannten Lee-Carter-Modell zur stochastischen Ermittlung von Mortalitäts- und Lebenserwartungsprognosen bekannt. Teilweise gemeinsam, teilweise mit anderen Kollegen entwickelte er den Ansatz in den folgenden Jahren weiter.
Seit 1992 ist Lee Mitglied der National Academy of Sciences. Zwischen November 1993 und Dezember 1997 saß er dort dem Komitee für Bevölkerung vor. Zudem ist er Fellow bei verschiedenen Institutionen, etwa seit 1999 der British Academy (Corresponding Fellow), seit 2005 bei der American Academy of Arts and Sciences und seit 2012 am Forschungsinstitut zur Zukunft der Arbeit. Seit 2001 ist er Research Associate des National Bureau of Economic Research. Er ist bei verschiedenen Periodika in der Chefredaktion direkt oder beratend tätig. 1992 bis 1997 saß er in der Chefredaktion von Explorations in Economic History, seit 2007 ist er vergleichbar für das Journal of Population Ageing tätig. Er ist assoziierter Redakteur beim Journal of Population Economics (seit 1987) und beim Review of Economics of the Household (seit 2002), zuvor war er in dieser Funktion auch für das Journal of Development Economics (1985–1990) tätig.